# Scutellaria
Scutellaria, conocida en español como casida o escutelariay en algunos países de Latinoamérica como casquete, es un género con cerca de 300 especies. El género se extiende en regiones templadas y en montañas tropicales.

## Descripción
La mayoría son plantas herbáceas anuales o perennes de 5 cm a 1 metro de altura, algunos son subarbustos, otros son acuáticos. Tiene tallos con cuatro hojas encontradas. El género es fácilmente reconocible por la típica protección del cáliz que ha propiciado su nombre.

## Especies seleccionadas
| - Scutellaria albida - Scutellaria alborosea - Scutellaria alpina - Scutellaria altissima - Scutellaria angustifolia - Scutellaria atriplicifolia - Scutellaria aurata - Scutellaria baicalensis - Scutellaria barbata - Scutellaria brittonii - Scutellaria californica - Scutellaria columnae - Scutellaria costaricana - Scutellaria dumetorum - Scutellaria galericulata - Scutellaria hastifolia - Scutellaria hirta - Scutellaria incana | - Scutellaria incarnata - Scutellaria indica - Scutellaria integrifolia - Scutellaria lateriflora - Scutellaria longifolia - Scutellaria minor - Scutellaria molanguitensis - Scutellaria montana - Scutellaria orientalis - Scutellaria parvula - Scutellaria purpurascens - Scutellaria resinosa - Scutellaria rubicunda - Scutellaria scordiifolia - Scutellaria splendens - Scutellaria tuberosa - Scutellaria ventenatii - Scutellaria violacea |